# Jakubova Voľa
Jakubova Voľa (in ungherese Jakabfölde) è un comune della Slovacchia facente parte del distretto di Sabinov, nella regione di Prešov.